# Majdi Ibrahim Abdel-A l'Sharif
Majdi Ibrahim Abdel-A l'Sharif (en àrab: مجدي ابراهيم عبد العال شريف) és un militar afiliat a les Forces Armades d'Egipte conegut per la seva presumpta participació en l'assassinat de Giulio Regeni al·legant que va supervisar els moviments del jove des d'octubre de 2015 per concloure que era un espia.
Els investigadors italians han revelat que els funcionaris de seguretat egipcis acusats de participar en la tortura i l'assassinat de l'estudiant italià Giulio Regeni al Caire van utilitzar a una amiga de la Universitat de Cambridge per espiar i que aquesta informés dels moviments.
Pel segrest, van reiterar i van assenyalar les acusacions contra el major Majdi Ibrahim Abdel-A l'Sharif, el capità Osan Helmy i tres persones més de l'Agència de Seguretat Nacional d'Egipte, que va incloure els assassinats del 24 de març de 2016 uns bandes com cap de turc, van culpar al capità Mahmud Hendy ia altres persones de la policia local.
Un testimoni va sorgir al maig de 2019 i va dir que estava en un cafè en una ciutat capital de Nairobi, Kenya, on va escoltar a oficials egipcis discutint el cas del "tipus italià". Després d'espiar un intercanvi de targetes de presentació, va reconèixer que l'oficial que va afirmar haver estat personalment involucrat en el segrest i la pallissa de Giulio Regeni era, de fet, el Major Majdi Ibrahim Abdel-A l'Sharif. Segons el relat, creien que Regeni era un espia britànic. Els investigadors italians van escoltar al testimoni i van acreditar la seva reconstrucció dels fets amb certa fiabilitat. De fet, el Major ja estava entre els sospitosos,de fet, dit testimoni va escoltar com Majdi Ibrahim va dir que va haver de colpejar-lo i bufetejar després seure al furgon policial tot i que no esmento res de les tortures a l'estudiant.